# Nabożeństwo trzech godzin Agonii Chrystusa, naszego Zbawiciela w muzyce

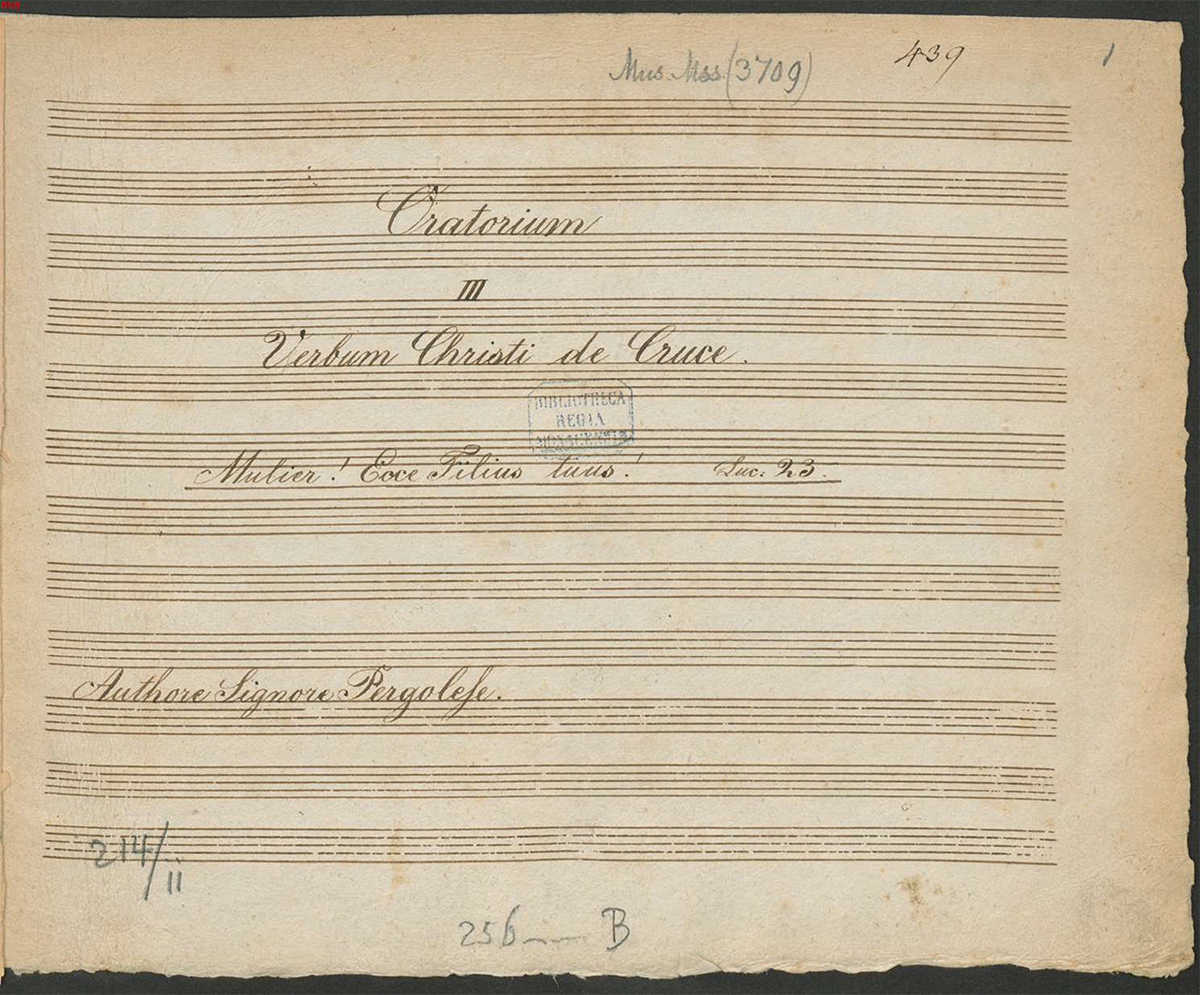
Giovanni Battista Pergolesi, trzecie Verbum Christi de Cruce – strona tytułowa kopii rękopiśmiennej.

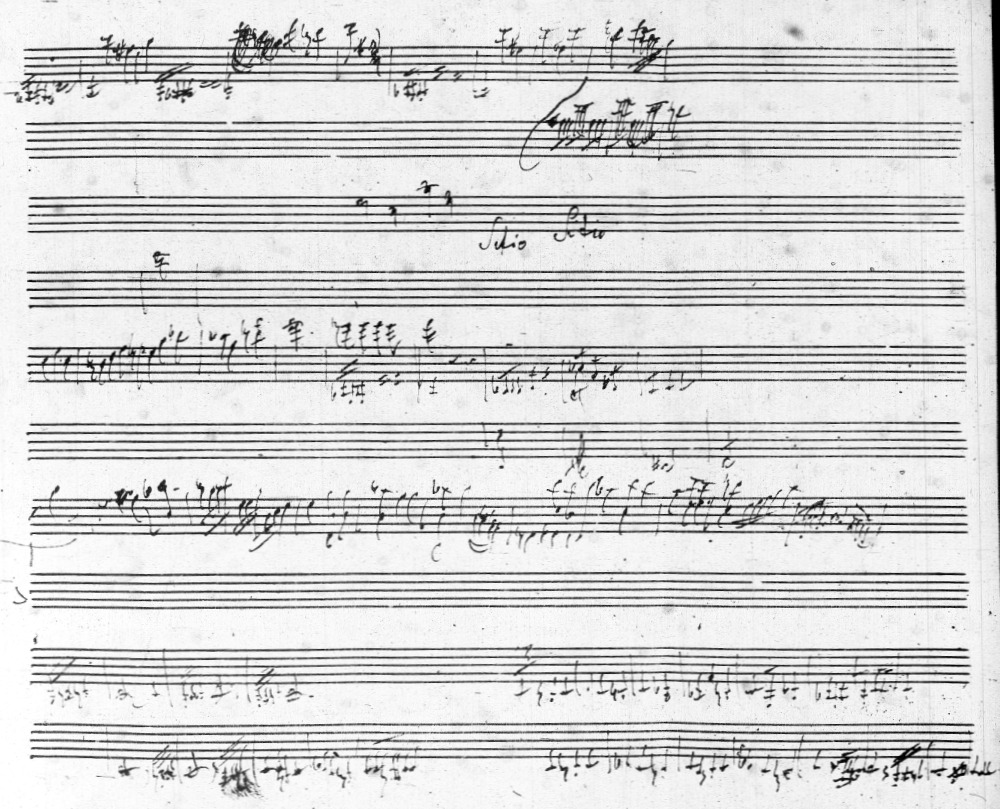
Szkic Josepha Haydna do „Siedmiu ostatnich Słów Chrystusa”; strona z piątego Słowa Sitio (Pragnę), ok. roku 1785.

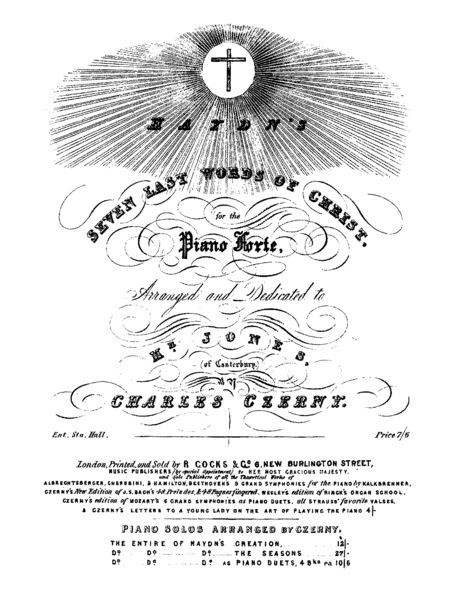
Strona tytułowa „Siedmiu ostatnich Słów Chrystusa” Josepha Haydna w opracowaniu Karla Czernego na fortepian.

Nabożeństwo trzech godzin Agonii Chrystusa, naszego Zbawiciela jest wielkopiątkowym nabożeństwem paraliturgicznym. Jego autor, peruwiański jezuita i teolog, o. Alonso Messia, prowadził je w Limie (Peru) już w czwartej ćwierci XVII w. Zostało opublikowane w broszurze Nabożeństwo o trzech godzinach konania Chrystusa, Pana naszego, i jego metoda (Devoción de las Tres HORAS de la Agonia de Cristo Nuestro Senor...); Lima, 1737.
W trakcie nabożeństwa przewidziane jest wykonanie pieśni lub utworów instrumentalnych. Stało się ono wdzięcznym tematem dla twórczości muzycznej od czasu jego powstania do dziś, choć podejmowanym głównie przez twórców mało dziś znanych. Powstały liczne kompozycje, które bądź były przewidziane wprost na to nabożeństwo, bądź też wykorzystują jego ideę.

## Spis kompozycji
Spis został opracowany na podstawie źródeł dostępnych w internecie. Utwory zostały uporządkowane chronologicznie. W przypadku, gdy data powstania utworu jest nieznana, decyduje data urodzenia autora. Spis ten nie pretenduje do miana kompletnego.
- Giovanni Battista Pergolesi (1710–1736): cykl siedmiu kantat (zwanych też „oratoriami”[2]) Septem verba a Christo in cruce moriente prolata (ok. 1730–1736).
- Giuseppe Addrizza (XVIII w.): Invito Alle tre ore di agonia del N. S. G. C. na sopran, alt, tenor, bas, 2 skrzypiec, altówkę i basso continuo[3]
- Anonim (koniec XVIII w.): Le tre ore d’Agonia del N:S:G:C: ad uso di me Luigi Clementi na sopran, tenor i bas, flet, 2 clarnety, 2 rogi, altówkę i basso continuo (ok. 1791-1800)[4]
- Anonim: La quarta parola nelle tre ore di agonia na tenor z akompaniamentem fortepianu (XVIII w.)[5]
- Joseph Haydn (1732–1809): Siedem ostatnich słów Chrystusa na krzyżu (niem. Die sieben letzten Worte unseres Erlösers am Kreuze) – najbardziej znana kompozycja na Nabożeństwo Trzech Godzin:
  - Utwór orkiestrowy (Hob. XX/1:A), zamówiony w roku 1783 na nabożeństwo wielkopiątkowe Tres horas w Oratorio de la Santa Cueva w Kadyksie (Hiszpania); tytuł pierwszego wydania: Musica instrumentale sopra le 7 ultime parole del nostro Redentore in croce.
  - W roku 1787 powstało opracowanie cyklu na kwartet smyczkowy (Hob. XX/1:B = Hob. III:50–56; autorstwo Haydna niektórzy muzykolodzy podają w wątpliwość).
  - Haydn osobiście zaakceptował opracowanie wyciągu fortepianowego przez swego wydawcę (Hob. XX/1:C). Wszystkie trzy powyższe wersje zostały opublikowane w lecie 1787 roku przez wydawnictwo Artaria w Wiedniu.
  - W roku 1796 Haydn zaprezentował Siedem ostatnich słów Chrystusa na krzyżu jako oratorium z solistami i chórem (Hob. XX/2). Inspiracją dla kompozytora było nieautorskie opracowanie jego dzieła, którego dokonał Joseph Friebert, kapelmistrz z Pasawy, włączając do partytury chór. Haydn słyszał wykonanie tej wersji w Pasawie podczas swej drugiej podróży do Londynu (1794–1795).
  - Cykl Haydna był też opracowywany przez innych autorów.
- Pietro Terziani (1765-1831): Strofe a quattro voci Per le tre ore dell’Agonia di Nostro Signore na sopran, alt, tenor, 2 basy solo, chór 4 gł. i organy (1800)[6]
- Bonaventura Furlanetto (1738-1817): Musica per le tre ore dell’agonia di Nostro Signore Gesu Cristo na 2 tenory, bas i wiolonczelę (1801)[5]
- Giuseppe Gazzaniga (1743–1818): Per le Tre Ore Di Agonia di Nostro Signore na dwa tenory i bas solo, chór 3 gł. (dwa tenory i bas), 2 flety i orkiestrę smyczkową (1803)[7]
- Giuseppe Giordani Giordaniello (1743-1798): oratorium Tre ore di agonia na sopran, alt, bas i orkiestrę smyczkową (XIX w.)[5]
- Giuseppe Maria Curci (1752-1832): Le tre ore di agonia di N.S.G. Cristo – Introduzione do słów Metastasia na 2 tenory, baryton i bas solo, chór męski 3 gł (2 tenory i bas) i orkiestrę[8]
- Vittorio Trento (ok. 1761-1833):
  - Le Tre Ore di Agonia Ossiano Le Sette Parole, che disse sulla Croce Il Nostro Sig:re Gesu Cristo na 2 soprany, tenor, bas, orkiestrę smyczkową i fortepian (ok. 1801-1810)[9]
  - Strofe per le tre ore di agonia na 4 głosy i orkiestrę[5]
- Ferdinando Rutini (1763-1827): Tre Ore di agonia di N.S. Gesu’ Cristo (1820)[10]
- Johann Simon Mayr (1763-1845): Tre ore dell’agonia na 3 głosy różne i basso continuo[5]
- Valentino Fioravanti (1764-1837): Le tre ore di Agonia di N. Signore Gesu Cristo na sopran, alt, tenor, bas i chór z towarzyszeniem instrumentów[11]
- Anonim: Tre ore d’Agonia na 4 głosy, wiolonczelę, fagot i basso continuo (XIX w.)[5]
- Pietro Ciaffoni (1767-1833)[5]:
  - L’agonia di Nostro Signore Gesu Cristo na bas i basso continuo
  - Per L’agonia di Nostro Signore Gesu Cristo na 3 głosy z towarzyszenie obojów, rogów i altówek (XVIII w.)
- Francesco Ruggi (1767-1845): Le tre ore dell’Agonia di Gesu’ Cristo na dwa tenory, bas, 2 altówki, wiolonczelę i kontrabas (1820)[12]
- Pietro Carlo Guglielmi (1772-1817): Strofe Per le Tre Ore dell’Agonia di N.S.G.C. na chór czterogłosowy i altówkę (ok. 1791-1810)[13]
- Antonio Galano (XVIII/XIX w.): Strofette Per le tre ore dell’Agonia di nostro Sig.re Gesu Christo Con Violini e Violoncello Obligato na 2 soprany, 2 skrzypiec, wiolonczelę i basso continuo (przed 1800)[14]
- Antonio del Fante (1770-1822): Le Tre Ore di Agonia Del Nostro Sig.r Gesú Cristo na 2 tenory, bas i basso continuo (1805)[15]
- Giovanni Liverati (1772-1846): Giaculatorie o sette parole per l’agonia di Nostro Signore na 3 głosy i orkiestrę[5]
- Filippo Grazioli (1773-1840): Le tre ore d’agonia di Nostro Signor Gesu cristo (XIX w.)[5]
- Domenico Tritto (1776-1851): Per le tre ore dell’agonia di G.C. na dwa tenory, bas, 3 altówki, wiolonczelę i kontrabas (ok. 1811-1840)[16]
- Niccolò Antonio Zingarelli (1752–1837): oratorium Tre ore dell’Agonia (1825) na dwa tenory i bas solo oraz orkiestrę symfoniczną.
- Pietro Ray (1773-1857):
  - Le tre ore d’agonia di Gesu’ Cristo (XIX w.) na 4 głosy i orkiestrę (wyd. Milano, Bertuzzi [18??])[17]
  - Le Tre ore d’agonia di N.S. Gesu Cristo (wyd. Milano-Firenze, G. Canti [185?])[18]
  - Le tre ore d’agonia di Nostro Signore[5]
- Francesco Galeazzi (1758-1819):
  - Strofe Per le tre ore di Agonia di N.S.G.C. na dwa tenory, bas, dwie altówki, wiolonczelę i kontrabas (1812)[19]
  - Strofe Per le tre Ore di Agonia di N.S.G.C. na trzy głosy: 2 tenory i bas, 2 trąbki, 2 rogi, fagot, 2 altówki, wiolonczelę i kontrabas (Tor[ino] S. Benedetto, 1812)[20]
  - Strofe per le Tre ore di agonia di Nostro Signore na 2 tenory, bas, 2 klarnety, 2 rogi, fagot, 2 skrzypiec, wiolonczelę i kontrabas (XIX w.)[5]
- Giovanni Prota (1786-1843):
  - Musica vocale per le Tre ore d’agonia di Nostro Signore Gesu Cristo na 2 soprany, skrzypce, altówki i basso continuo (1781)[5]
  - Le tre ore d’agonia di Nostro Signore Gesu Cristo na 2 soprany, bas i organy (1794)[5]
  - Le Tre Ore d’Agonia Di Nostro Signore G. C. na 2 soprany, bas, 2 skrzypiec, altówkę, wiolonczelę i organy (ok. 1811-1840)[21][22]
- Pietro Raimondi (1786-1853): Le tre Ore d’Agonia di nostro Signore Gesu Cristo na sopran, tenor, bas, 2 altówki, 2 wiolonczele i kontrabas[23]
- Saverio Mercadante (1795–1870):
  - Le Tre ore di Agonia (1841-1860) na sopran, alt, tenor i bas solo, chór 5 gł., 2 altówki, wiolonczelę, kontrabas i organy[24]
  - Le tre Ore d’Agonia di nostro Signore Gesu Cristo na 2 tenory, bas, wiolonczelę, kontrabas i organy[5]
- Domenico Corigliano (1798–1838):
  - Le tre ore di agonia di N.S. na 2 soprany i 2 alty z towarzyszeniem fortepianu i wiolonczeli (zaginione);
  - Le tre ore di agonia di N.S. na 2 tenory i bas z orkiestrą (zaginione)[25][26].
- Domenico Ramagini[5]:
  - Agonia di Nostro Signore. Gia trafitto in duro legno na 4 głosy, violone i basso continuo (XIX w.)
  - Agonia di Nostro Signore. Alta impresa e gia compiuta. Sesta parola na sopran i basso continuo (XIX w.)
- Evangelista Vespoli (XIX w.): L’agonia di Nostro Signore Gesu na 2 soprany, bas i organy[5]
- Francesco Batti: Le tre ore d’agonia di N.S.G.C. (XIX w.)[5]
- Ernesto Bertini: Le tre ore d’agonia di Nostro Signore Gesu Cristo na solistów, chór i instrumenty (XIX w.)[5]
- Antonino Bongiorno: Le tre ore d’agonia na tenor, bas i organy (XIX w.)[5]
- Raffaele Vastarella (?) – ksiądz z Neapolu (sacerdote napoletano):
  - Le parole delle tre ore di agonia di N.S. na 4 głosy i instrumenty (zaginione);
  - Parole dell’ agonia di N.S. na 4 głosy i 4 instrumenty (zaginione)[27].
- Francesco Carini: Le tre ore d’agonia di Nostro Signore Gesu na 2 tenory, bas i orkiestrę smyczkową (XIX w.)[5]
- Angelo Gargiulo: Tre ore d’agonia na 4 głosy i organy (XIX w.)[5]
- Giovanni Pacini (1796-1867): Sette parole dell’agonia di Gesu Cristo na 4 głosy i orkiestrę (1840)[5]
- Fortunato Raeintrof (1812-1878): Tre ore d’agonia na sopran, tenor, bas i orkiestrę (1841)[5]
- Tommaso Consalvo (XVIII/XIX w): Le Sette Parole di N.S. Gesu Cristo a Tre Voci na 2 soprany, bas, wiolonczelę i organy (1848)[28]
- Domenico Capranica (1792-1870): Strofe dell’Ore d’Agonia di N. S. G. C. na tenor, 2 basy i orkeistrę smyczkową (1854)[29]
- Giuseppe Lillo (1814-1863): Le tre Ore d’Agonia di N.S. (ok. 1841-1860) na 2 tenory, bas, 2 wiolonczele, kontrabas i organy[30]
- Raffaele Buonomo (1815–1894): La Sette Parole pronunciate da Gesu sulla Croce: Preludio, siedem Sonat i Conclusione do słów nieznanego autora[31]
- Giulio Sarmiento (?-1854):
  - Le tre ore di Agonia di N.S.G. na 2 tenory, bas, 2 klarnety, fagot, 2 rogi, 2 altówki, wiolonczelę i contrabas (1854)[32]
  - Le tre ore di agonia di nostro signore in croce posta in musica per tre voci na sopran, tenor, bas, altówkę, wiolonczelę i basso continuo (wyd. Mediolan, G. Ricordi, XIX w.)[33]
- Salvatore Sarmiento (1817-1869):
  - Le tre ore di agonia di Nostro Signore G. C. na dwa tenory, bas, 2 klarnety, fagot, 2 rogi, 2 altówki, wiolonczelę i kontrabas[34]
  - Le tre ore di agonia di Nostro Signore G. C. na sopran, tenor, bas i orkiestrę[5]
- Giuseppe Mataloni: Invito alle tre ore di agonia di Nostro Signore Gesu Cristo na sopran, alt, tenor, bas i orkiestrę smyczkową (Roma 1856)[5]
- Settimo Barlesi (1819-1907)[5]:
  - Tre ore d’Agonia na 2 tenory, bas i organy
  - Per le tre ore di Agonia Strofa musicata. Settima parola na tenor solo i chór 3-głosowy
  - Le tre ore di Agonia di N.S. – Le Sette Parole di Gesu in Croce na 3 głosy i instrumenty
- Alessandro Borroni (1820-1896): Introduzione alle Tre ore di agonia di Nostro Signore Gesu Christo na 2 soprany i organy[5]
- Vincenzo De Meglio (1825-1883):
  - Le tre ore d’Agonia na tenor, bas i orkiestrę (1860-1861)[35]
  - Tre Ore d’Agonia na dwa tenory, dwa basy, fortepian i kwartet smyczkowy (1869)[36][37][38]
- Anonim: Strofe per le tre ore di Agonia da cantarsi in Fiorenzuola na bas, 2 skrzypiec i wiolonczelę (ok. 1861-1890)[39]
- Michele Ruta (1826-1896): Tre ore d’agonia na 2 tenory i bas (ok. 1861-1890)[40]
- Giuseppe Toti (I poł XIX w.): Terzetti A tre Voci di Soprano, Piano Forte o Cembalo e Violoncello, per le tre Ore dell’agonia di N.S.G.C. na sopran, alt, bas fortepian i wiolonczelę (I poł. XIX w.)[41]
- Leopoldo Bellotti (1834-1909): Le tre ore di agonia di N.S.Gesu Cristo na tenor, baryton i bas, chór, 2 skrzypiec, 2 altówki, wiolonczelę, kontrabas, fortepian i kotły (1866)[42]
- Pietro Ravalli (XIX w.): Le tre ore d’Agonia del nostro S.G.C. terza parte a Soprano Solo na sopran i basso continuo (1840)[43]
- Giuseppe Buono (XIX w.): Agonia a 3 voci na sopran, dwa basy i kontrabas (ok. 1841-1860)[44]
- Clotilde Capece Minutolo (1808-?): Tre ore d’agonia na 1 głos i organy (1856)[45]
- Brunetti (XIX w.): Tre ore di Agonia del N. S. Gesu Cristona 3 głosy i 3 instrumenty[46]
- Filippo Parisi (XIX w.):
  - Tre Ore di Agonia. Terzettino. Parola Quarta na sopran i tenor solo, chór 5 gł. i orkiestrę[47][48]
  - Le tre ore d’agonia di Nostro Signore Gesu Cristo. Per la Divozione alle Tre ore di agonia del Nostro Divin Redentore sopra la Croce na dwa tenory, 2 basy i orkiestrę smyczkową[5]
- Augusto Moriconi: Tre ore di agonia: ossia le sette ultime parole di N.S.G.C. sulla Croce poste in musica na sopran, tenor, bas i fortepian (wyd. Rzym 1873)[49]
- Salvatore Mauro (XIX w.): Le tre ore di agonia del N.S.G. Cristo na sopran solo, chór i organy (wyd. del Boccone del Povero, XIX w.)[50]
- Aristide Gargano (XIX w.): Agoniana 2 tenory, bas, wiolonczellę i kontrabas[51]
- Alberto Braggiotti (XIX w.): Canti Per la Sacra Funzione delle Tre Ore di Agonia di N.S. Gesu Cristo – Canti I-VII na sopran i fortepian (wyd. Firenze, Bratti La Villa, XIX w.)[52]
- Gaetano Nicoli (XIX w.):
  - Introduzione Con le sette Parole delle tre ore d’Agonia di Nostro Signor Gesú Cristo nella Croce na tenor i bas solo, chór i orkiestrę (1837)[53][54]
  - Introduzione con le sette parole dette sette ore d’agonia di nostro Signor Gesu Cristo nella croce na dwa tenory, dwa basy i orkiestrę[5]
- Giuseppe Tedesco (XIX w.): La Tre Ore d’Agonia Di Nostro Signore G. Cristo – Seconda Parola na chór 1 gł (alt) i organy (1876)[55]
- Salvatore Pappalardo (1817-1884):
  - Melodia Lugubre per voce di Baritono con acc.o di Organo, da eseguirsi il Venerdi Santo per tre Ore di Agonia Op. 87 (1879)[56][57]
  - Melodia Lugubre per voce di Baritono con acc.o di Organo, da eseguirsi il Venerdi Santo per tre Ore di Agonia Op. 88 (1879)[58]
- Domenico Silveri (1818-1900)[5]:
  - Le sette parole d’agonia di N.S.G.C. na solistów, chór 5-głosowy i fortepian
  - Le sette parole d’agonia di N.S.G.C. na solistów, chór 5-głosowy i orkiestrę
- Claudio Conti (1836-1879): Sette parole delle 3 Ore dell’Agonia, „napisane specjalnie dla Coretto”, na tenor, bas i organy (ok. 1861-1890)[59]
- Giuseppe Lenci: Musica a 3 v. per la funzione delle Tre ore di agonia na 3 głosy[5].
- Pietro Palma: Introduzione alle tre ore di agonia di Nostro Signore Gesu Cristo[5]
- Filippo Pantaleoni: Per le tre ore di Agonia di Nostro Signor Gesu Cristo na alt, tenor, bas i orkiestrę[5]
- Filippo Campanella[5]:
  - Le tre ore d’agonia na sopran, tenor i organy
  - Agonia na tenor i bas
- Giuseppe Magnelli: Sette parole per l’agonia di N.S.G.C. nel venerdi santo na 2 tenory, bas, wiolonczelę i kontrabas[5]
- Ignazio Galli: Le tre ore d’agonia – Introduzione (tekst Alessandro Manzoni) na 2 tenory, baryton i bas solo, chór (ATTB) i organy (1903)[60]
- Emidio Cellini (1857-1920): Le Tre Ore d’Agonia di N.S.G.C. na 2 tenory, bas i organy[61]
- Francesco Saverio Collina (1854-1935): Seconda Parola Nelle Tre Ore di Agonia na sopran i 1 instrument[62]
- Luigi Laurentini:
  - Le Sette parole per le Tre ore d’agonia di N. S. Gesu Cristo do słów Ernesto Gatterini na 2 tenory, bas i fisharmonię (ok. 1900)[63]
  - Le sette parole dell’agonia di nostro Signore Gesu Cristo na chór i organy (ok. 1900)[64]
- Luigi Bottazzo (1845-1924): Introduzione Agonia a 2 voci na 2 głosy i organy (ok. 1901-1910)[65]
- José Ramón Gómis (1856-1939): Las siete palabras de Cristo en la cruz para coros y solos y piano; Letra del P. Alonso Mesia de la C. de J. Sociedad de Autores Españoles, Sectión de Música, Madrid (1905)[66]
- Pietro Magri (1873-1937): Le tre ore d’agonia del S.N.G.C. na osiem głosów dla solistów i chórów jednorodnych i mieszanych z towarzyszeniem organów lub harmonium[67]
- Alessandro de Bonis (1888-1965): Le tre ore di agonia di N. S. sulla croce op. 3 na chór trzygłosowy (alt, tenor, bas) z organami ad libitum (wyd. Neapol 1926)[68]
- Ludwig Bonvin (1850-1939): For the Three Hours Agony and Lent in general. Choruses... Collected and composed by L. Bonvin... Op. 137 na chór unisono lub chór 4-głosowy i organy (Boston, Boston Music Co, 1926)[69][70]
- Pietro A. Yon (1886-1943): Hymns and Motets for the Services of the Three Hours’ Agony na chór mieszany i na głosy równe (wyd. ok. 1927)[71]
- Francesco Coradini (1881-1973): Le tre ore di agonia: otto canti pel venerdi santo na 2 głosy różne i organy lub fisharmonię (wyd. Ediz. Psalterium, Stampa Mignani, Firenze, 1932)[72]
- Giuseppe da Bra (1884-1967): Le sette parole alle tre ore di agonia del Venerdi Santo con introduzione na 1 głos i organy (wyd. Roma, Stamp. music. U. Fanfani, 1942)[73]
- Alberico Vitalini (1921–2006): Le sette parole di Cristo dalle Tre ore d’agonia na baryton i smyczki (1952, wyd. G. Ricordi e C., Milano 1955)[15][74]